# Битва при Эвримедонте (190 до н. э.)
Битва при Эвримедонте (190 до н. э.) — сражение в ходе Антиоховой войны между сирийским флотом под командованием Ганнибала и родосским флотом. Одно из последних сражений Ганнибала.
В 192 году до н. э. началась Антиохова война: Антиох III Великий повёл свою армию в Грецию, но потерпел поражение при Фермопилах и был вынужден отступить в Азию. Между тем и сирийский флот серьёзно пострадал в боях с римским флотом. Поэтому Антиох отправил Ганнибала в Тир, поручив ему собрать и оснастить новую эскадру.
Ганнибал собрал флот и двинулся в Эгейское море. Близ устья реки Эвримедонт родосский флот встретил флотилию Ганнибала. В завязавшемся сражении родосцы нанесли поражение финикийцам и блокировали их флот в Коракесии.
Между тем сирийские войска под командованием Антиоха потерпели в январе 189 года до н. э. поражение при Магнесии. Царь был вынужден заключить мир на условиях римлян, одним из которых была выдача Ганнибала.